# 浪漫滿屋 TAKE 2
《浪漫滿屋 TAKE 2》（韓語：풀하우스 테이크 2）是一部中韓日三國聯合製作的韓國電視劇。與2004年宋慧喬和Rain主演的《浪漫滿屋》一樣是以契約婚姻為主軸，所製作的第二版電視劇，由日本TBS在2012年10月5日率先播出，其後自2012年10月22日起週一至週四中午12:30於韓國有線台SBS Plus播出。

## 劇情
講述夢想成為設計師的張滿屋（黃正音 飾）偽裝成偶像明星李泰益（魯敏宇 飾）的造型師後所發生的一系列故事。

## 演員陣容

### 主要人物
| 演員   | 角色                             | 介紹 |
| 魯敏宇 | 李泰易 少年：吳在武 幼年：安道奎 | 人氣組合Take One一員，在富裕家庭長大，家道中落父親離世後成為落難王子。李父所建的「浪漫滿屋」被經紀公司代表收購，因「滿屋」充滿了家庭回憶所以設法取回。出色的外表給代表相中，約定為公司賺到一定金額便歸還其屋，卻從此受代表擺怖。對很多物件敏感，不能穿非天然的衣料，不能吃非有機蔬菜，為他的生活製造很多麻煩。誤打誤撞下張滿屋成為其造型師，一直在表面上對待滿屋、康輝及其他人很差，實際上很在意身邊的人和重視感情，這全都源於他不擅於表達感情及害怕受傷的心情。滿屋為他被以前認識的富家子弟侮辱的事抱打不平令泰益對她産生好感，後來代表為了消除對泰益不利的緋聞，要求泰益與滿屋訂婚三個月，他們便開始了同居生活。與此同時，泰益的初戀陳世伶回來，要求他回到她的身邊。 |
| 黃正音 | 張滿屋 幼年：盧正義              | 原名Michelle張，幼時在國外生活，一場火災令父母雙亡，之後被爺爺收養，改名為張滿屋。爺爺把她培育成一個合氣道高手，對時尚服裝有一定的觸覺，趁爺爺到國外辧事時，把道場改為賣衣服的小店。朋友的行為令她被告上侵犯李泰益的肖像權，需賠償巨額，為還債在元康輝的説服下，成為Take One的造型師。曾詢問康輝待她好的理由，康輝説是因為她跟初戀很像，卻不知康輝漸漸對他暗生情愫。 |
| 朴基雄 | 元康崴 幼年：鄭允錫              | 人氣組合Take One一員，在破碎家庭中長大，因不想與生父産業扯上關係而選擇當歌手。與泰益總是有磨擦，但雙方卻對大家惺惺相惜，與滿屋很友好。視力因少時的意外受損，加上職業因素需長期接觸強烈燈光，面臨瞎眼危機。遭陷害被誤會其性取向，代表雖然知道實情，卻故意以此作理由，令他退出組合。 |

### 其他人物
- 陳世伶：俞雪婀

泰益的初戀。演員。
- 李俊：李勳

Take One的經理人。
- 裴高東：李承洨
- 其他演員：鄭智雅、李申愛、金度妍、俞泰雄

## 其他搭配歌曲
- 台灣緯來戲劇台版本
  - 片頭曲：胡夏《愛情離我一公尺》
  - 片尾曲：陶喆、關詩敏《好好說再見》

## 腳註
1. ↑  黃靜茵、魯敏宇主演《浪漫滿屋Take 2》舉行製作發佈會 （页面存档备份，存于） 韓星網

## 外部連結
- 韓國SBS
- 臺灣緯來（繁體中文）

| 臺灣 緯來戲劇台 星期一至五 22:00 - 23:00    | 臺灣 緯來戲劇台 星期一至五 22:00 - 23:00              | 臺灣 緯來戲劇台 星期一至五 22:00 - 23:00 |
| ------------------------------------------- | ----------------------------------------------------- | ---------------------------------------- |
|                                             | 花漾之戀～浪漫滿屋2 （2013年6月17日 - 2013年7月19日） |                                          |
| 愛上王世子 （2013年5月6日 - 2013年6月14日） | 清潭洞愛麗絲 （2013年7月22日 - 2013年8月27日）        |                                          |

| 香港 now101台 星期一至五 21:30 - 22:30   | 香港 now101台 星期一至五 21:30 - 22:30      | 香港 now101台 星期一至五 21:30 - 22:30 |
| ---------------------------------------- | ------------------------------------------- | -------------------------------------- |
|                                          | 浪漫滿屋2 （2013年7月29日 - 2013年8月28日） |                                        |
| 田禹治 （2013年6月11日 - 2013年7月26日） | 廣告天才 （2013年8月29日 - 2013年9月30日）  |                                        |